# Pierre Littbarski
Pierre Littbarski (Berlin, 1960. április 16. –) világbajnok német labdarúgó, jelenleg edző
1990-ben világbajnoki címet szerzett, az azt megelőző két világbajnokságon ezüstérmeket.
Pályafutása legnagyobb részét az 1. FC Köln csapatánál töltötte. Itt 1983-ban megnyerte a Német Kupát. Három ízben, 1982-ben, 1989-ben és 1990-ben ezüstérmes lett a Bundesligában.
Játszott a francia és a japán élvonalban is. Támadó játékos volt, elsősorban csatár, pályafutása végén támadó középpályás.
Játékos pályafutása végeztével az edzői székbe ült. Német és japán csapatok után lett az ausztrál Sydney FC vezetőedzője. E csapattal kijutott a 2005-ös FIFA-klubvilágbajnokságra is.

## Klub-karrierje
- 1978–1986:  1. FC Köln
- 1986–1987:  Racing Paris
- 1987–1993:  1. FC Köln
- 1993–1995:  JEF United Ichihara
- 1996–1997:  Brummel Sendai

## Válogatott eredményei
1981 és 1990 között 73 válogatott mérkőzés az NSZK színeiben – 18 gól
- Világbajnokság
  - 1982: ezüstérmes
  - 1986: ezüstérmes
  - 1990: aranyérmes
- Európa-bajnokság
  - 1984: csoportmérkőzések
  - 1988: elődöntős

NSZK U21: 21 nemzetközi mérkőzés

## Edzői pályafutása
- 1999–2000: Yokohama FC
- 2001: Bayer 04 Leverkusen (másodedző)
- 2001. június – 2002. november: MSV Duisburg
- 2003. július – 2004. június: Yokohama FC
- 2005. február – 2006: Sydney FC
- 2006–2008: Avispa Fukuoka
- 2008: Saipa FC
- 2008– : FC Vaduz

## Külső hivatkozások
- Mathew Burt: Where Are They Now? Germany’s 1990 World Cup Winners (angol nyelven). goal.com, 2009. február 17. (Hozzáférés: 2010. február 7.)